# 金子大樹
金子 大樹（かねこ だいき、1988年6月17日 - ）は、日本の元プロボクサー。愛知県田原市出身。第44代日本スーパーフェザー級王者。横浜光ボクシングジム所属。入場曲は矢沢永吉「止まらないHa〜Ha」。

## 来歴
田原中学校では陸上競技（砲丸投）の選手であったが、友人と共にとよはしボクシングジムでボクシングを始め、テレビで畑山隆則を目にしたのがきっかけで、卒業と共に上京して畑山が所属していた横浜光ボクシングジムに入門。
2005年11月7日、古川真次（不二）と対戦し、4回判定勝ちを収めデビュー戦を白星で飾った。17歳4ヵ月という若さで行ったデビュー戦だった。
2006年2月18日、大志田貴光（ミナノ）とスーパーフェザー級4回戦を行い、4回3-0（40-37、40-36が2者）の判定勝ちを収めた。
2006年3月27日、山田直毅（T&T）と対戦し、4回3-0（39-38、2者が40-37）の判定勝ちを収めた。
2006年12月22日、浅田顕（進光）と58.4kg契約4回戦を行い、プロ初のKO勝ちとなる3回2分11秒TKO勝ちを収めた。
2007年6月27日、第64回東日本スーパーフェザー級新人王予選で半田海門（角海老宝石）と対戦し、4回3-0（3者共39-36）の判定勝ちを収め準々決勝に進出した。
2007年8月17日、東日本新人王スーパーフェザー級予選準々決勝でエスパー・サトル（石川）と対戦し、3回45秒KO勝ちを収め準決勝に進出した。
2007年9月27日、東日本新人王スーパーフェザー級予選準決勝で丸山伸雄（八王子中屋）と対戦し、プロ初黒星となる4回0-3（38-39、2者が38-40）の判定負けを喫し決勝進出を逃した。
2007年12月19日、大村光矢（三迫）とスーパーフェザー級6回戦を行い、プロ初のKO負けとなる5回2分59秒KO負けを喫した。
2008年6月4日、輪駄裕二郎（フォーラムスポーツ）と60.0kg契約6回戦を行い、6回3-0（58-56、2者が57-56）の判定勝ちを収め再起を果たした。
2009年12月7日、日本スーパーフェザー級7位の阪東ヒーロー（フォーラムスポーツ）とスーパーフェザー級8回戦を行い、8回1-1（77-76、76-78、77-77）の判定で引き分けた。
2010年6月5日、小口雅之（草加有沢）とライト級8回戦を行い、8回3-0（78-74、2者が76-75）の判定勝ちを収めた。
2011年7月6日、最強後楽園スーパーフェザー級準決勝で吉田恭輔（帝拳）と対戦し、6回1-0（58-57、58-58、57-57）の判定で引き分けたが規定により決勝進出を果たした。
2011年10月15日、最強後楽園スーパーフェザー級決勝で松崎博保（協栄）と対戦し、2回1分54秒KO勝ちを収め岡田誠一への挑戦権獲得に成功した。
2012年5月5日、チャンピオン・カーニバルの最終試合で日本スーパーフェザー級王者の岡田誠一（大橋）と対戦し、8回1分6秒TKO勝ちを収め王座獲得に成功した。
2012年9月1日、日本スーパーフェザー級6位の佐藤通也（石丸）と対戦し、2回1分39秒KO勝ちを収め初防衛に成功した。
2012年12月1日、日本スーパーフェザー級1位の加治木了太（大鵬）と対戦し、6回2分17秒TKO勝ちを収め2度目の防衛に成功した。
2012年12月26日 グランドプリンスホテル新高輪で第45回内閣総理大臣杯日本プロスポーツの授賞式が行われ、金子が新人賞を受賞した。
2013年4月6日 WBA世界スーパーフェザー級8位でWBC世界スーパーフェザー級7位の玉越強平（千里馬神戸）と対戦し、9回1分39秒TKO勝ちを収め3度目の防衛に成功した。
2013年8月3日、日本スーパーフェザー級11位の大村光矢（三迫）と4度目の防衛を行う予定だったが、前日計量で大村が規定体重の58.9kgを1.6kg超過の60.5kgを計測し失格となったため、金子が勝てば王座防衛、大村が勝てば王座は空位並びに大村の試合当日の体重は63kg以内という条件で試合は行われ、試合は金子が初回1分55秒TKO勝ちを収め4度目の防衛に成功した。
2013年11月11日、同日付で日本スーパーフェザー級王座を返上した。
2013年12月31日、大田区総合体育館でWBA世界スーパーフェザー級王者の内山高志（ワタナベ）と対戦し、0-3（3者とも110-117）の判定負けを喫し王座獲得に失敗した。この試合を中継したテレビ東京の解説は畑山だった。
2014年5月31日、豊橋市総合体育館で石川昇吾（新日本木村） とスーパーフェザー級10回戦を行い、4回2分40秒TKO勝ちを収めた。
2014年8月2日 後楽園ホールでフィリピンフェザー級14位のシリロ・エスピノと対戦し、4回1分10秒TKO勝ちを収めた。
2015年1月17日、後楽園ホールでOPBF東洋太平洋スーパーフェザー級王者のジョムトーン・チュワタナ（タイ）と対戦するが、0-3（2者が113-115、112-116）の判定負けを喫し王座獲得に失敗した。
2015年8月21日、後楽園ホールで行われた「ダイナマイトパンチ97」で仲村正男（渥美）とスーパーフェザー級10回戦を行い、10回1-2（96-65、93-97、94-96）の判定負けを喫した。
2016年3月11日、後楽園ホールで行われた「DANGAN156&ダイナマイトパンチ98」で相馬一哉（一力）とライト級8回戦を行い、4回1分56秒TKO勝ちを収め再起した。
2016年6月4日、後楽園ホールで行われた「第550回ダイナミックグローブ」で高畑里望（ドリーム）とスーパーフェザー級10回戦を行い、10回3-0（3者共98-91）の判定勝ちを収めた。
2016年8月21日、浜松市雄踏総合体育館で行われた「ENDLESS FIGHT!」で中川祐輔（市野）と60.0kg契約8回戦を行い、6回1分55秒TKO勝ちを収めた。
2016年11月21日、後楽園ホールで行われた「ダイナマイトパンチ103」でラートパカーン・ナコンーパトムスポーツスクール（タイ）と60.0kg契約8回戦を行い、2回2分14秒TKO勝ちを収めた。
2017年5月6日、後楽園ホールで行われた「ダイナミックグローブ」で東上剛司（ドリーム）と59.5kg契約10回戦を行い、7回1分53秒TKO勝ちを収めた。
2017年7月9日、エカテリンブルクでWBA世界スーパーフェザー級14位でIBF世界スーパーフェザー級11位のパーヴェル・マリコフ（ロシア）とライト級10回戦を行い、10回1-2（95-94、92-97、94-95）の判定負けを喫した。
2017年8月11日、自身のブログ上で「私、金子大樹は先日のロシアでの試合を最後に引退します！これまで支えて下さった横浜光ジム、ファンの皆様、スポンサーの皆様、後援会の皆様、地元の仲間たち、父と母、全ての方々に感謝致します。」と現役引退を表明した。

## 戦績
- プロボクシング：35戦26勝（18KO）6敗3分

| 戦           | 日付           | 勝敗 | 時間    | 内容    | 対戦相手                                       | 国籍       | 備考                                                         |
| ------------ | -------------- | ---- | ------- | ------- | ---------------------------------------------- | ---------- | ------------------------------------------------------------ |
| 1            | 2005年11年7日  | ☆    | 4R      | 判定2-1 | 古川真次（不二）                               | 日本       | プロデビュー戦                                               |
| 2            | 2006年2年18日  | ☆    | 4R      | 判定3-0 | 大志田貴光（ミナノ）                           | 日本       |                                                              |
| 3            | 2006年3年27日  | ☆    | 4R      | 判定3-0 | 山田直毅（T＆T）                               | 日本       |                                                              |
| 4            | 2006年12年22日 | ☆    | 3R 2:11 | TKO     | 浅田顕（進光）                                 | 日本       | 58.4kg契約4回戦                                              |
| 5            | 2007年6年27日  | ☆    | 4R      | 判定3-0 | 半田海門（角海老宝石）                         | 日本       |                                                              |
| 6            | 2007年8年17日  | ☆    | 3R 0:45 | KO      | エスパーサトル（石川）                         | 日本       |                                                              |
| 7            | 2007年9年27日  | ★    | 4R      | 判定0-3 | 丸山伸雄（八王子中屋）                         | 日本       | 2007年度東日本スーパーフェザー級新人王予選                   |
| 8            | 2007年12年19日 | ★    | 5R 2:59 | TKO     | 大村光矢（三迫）                               | 日本       |                                                              |
| 9            | 2008年6年4日   | ☆    | 6R      | 判定3-0 | 輪駄裕二郎（フォーラム）                       | 日本       | 60.0kg契約6回戦                                              |
| 10           | 2008年10年6日  | ☆    | 6R      | 判定2-1 | 高田茂（マナベ）                               | 日本       |                                                              |
| 11           | 2009年3年9日   | ☆    | 7R      | TKO     | 小池浩太（ランド）                             | 日本       |                                                              |
| 12           | 2009年7年18日  | ☆    | 6R      | TKO     | 杉崎由夜（角海老宝石）                         | 日本       |                                                              |
| 13           | 2009年12年7日  | △    | 8R      | 判定1-1 | 阪東ヒーロー（フォーラムS）                    | 日本       |                                                              |
| 14           | 2010年3年29日  | ☆    | 4R      | TKO     | 松田雄太（SFマキ）                             | 日本       |                                                              |
| 15           | 2010年6年5日   | ☆    | 8R      | 判定3-0 | 小口雅之（草加有沢）                           | 日本       |                                                              |
| 16           | 2010年9年4日   | △    | 8R      | 判定0-0 | 三谷拓也（セレス）                             | 日本       |                                                              |
| 17           | 2011年1年8日   | ☆    | 5R      | TKO     | 鎧塚真也（協栄）                               | 日本       |                                                              |
| 18           | 2011年7年6日   | △    | 6R      | 判定1-0 | 吉田恭輔（帝拳）                               | 日本       |                                                              |
| 19           | 2011年10年15日 | ☆    | 2R 1:54 | TKO     | 松崎博保（協栄）                               | 日本       | 2011年度日本王座挑戦権獲得トーナメントスーパーフェザー級決勝 |
| 20           | 2012年5年5日   | ☆    | 8R 1:06 | TKO     | 岡田誠一（大橋）                               | 日本       | 日本スーパーフェザー級タイトルマッチ                         |
| 21           | 2012年9年1日   | ☆    | 2R 1:39 | KO      | 佐藤通也（石丸）                               | 日本       | 日本王座防衛1                                                |
| 22           | 2012年12年1日  | ☆    | 6R 2:17 | TKO     | 加治木了太（大鵬）                             | 日本       | 日本王座防衛2                                                |
| 23           | 2013年4年6日   | ☆    | 9R 1:39 | TKO     | 玉越強平（千里馬神戸）                         | 日本       | 日本王座防衛3                                                |
| 24           | 2013年8年3日   | ☆    | 1R 1:55 | KO      | 大村光矢（三迫）                               | 日本       | 日本王座防衛4                                                |
| 25           | 2013年12年31日 | ★    | 12R     | 判定0-3 | 内山高志（ワタナベ）                           | 日本       | WBA世界スーパーフェザー級タイトルマッチ                      |
| 26           | 2014年5年31日  | ☆    | 4R 2:40 | TKO     | 石川昇吾（新日本木村）                         | 日本       |                                                              |
| 27           | 2014年8年2日   | ☆    | 4R 1:10 | TKO     | シリロ・エスピノ                               | フィリピン |                                                              |
| 28           | 2015年1年17日  | ★    | 12R     | 判定0-3 | ジョムトーン・チュワタナ                       | タイ       | OPBF東洋太平洋スーパーフェザー級タイトルマッチ               |
| 29           | 2015年8年21日  | ★    | 10R     | 判定1-2 | 仲村正男（渥美）                               | 日本       |                                                              |
| 30           | 2016年3年11日  | ☆    | 4R 1:56 | TKO     | 相馬一哉（一力）                               | 日本       |                                                              |
| 31           | 2016年6年4日   | ☆    | 10R     | 判定3-0 | 高畑里望（ドリーム）                           | 日本       |                                                              |
| 32           | 2016年8年21日  | ☆    | 6R 1:55 | TKO     | 中川祐輔（市野）                               | 日本       | 60.0kg契約8回戦                                              |
| 33           | 2016年11年21日 | ☆    | 2R 2:14 | TKO     | ラートパカーン・ナコンーパトムスポーツスクール | タイ       | 60.0kg契約8回戦                                              |
| 34           | 2017年5年6日   | ☆    | 7R 1:53 | TKO     | 東上剛司（ドリーム）                           | 日本       | 59.5kg契約10回戦                                             |
| 35           | 2017年7年9日   | ★    | 10R     | 判定1-2 | パベル・マリコフ                               | ロシア     |                                                              |
| テンプレート |                |      |         |         |                                                |            |                                                              |

## 獲得タイトル
- 第44代日本スーパーフェザー級王座（防衛4=返上）